# Джонс, Дэниел (1973)
Дэниел Джонс (англ. Daniel Jones; род. 22 июля 1973, Саутенд-он-Си, Эссекс, Англия) — австралийский музыкант и продюсер.
Обрёл известность как участник австралийского дуэта Savage Garden, написавшего такие хиты, как «I Want You», «To the Moon and Back», «Truly Madly Deeply», «I Knew I Loved You» и «Crash and Burn». После распада Savage Garden Джонс создал свой продюсерский центр Meridien Musik и студию звукозаписи Level 7 Studios и сейчас работает с новыми австралийскими музыкантами.

## Биография
Дэниел родился в Англии, но его семья переехала в Австралию, когда ему было меньше года. Семья Джонс поселились в Брисбене. Дэниел был самым младшим из 3-х братьев. Дэниел бросил государственную среднюю школу, чтобы продолжить музыкальную карьеру.
Когда Джонсу было около 18 лет, он играл в группе Red Edge со своим братом и несколькими друзьями, но им нужен был певец. Тогда Дэниел дал объявление в местной музыкальной газете Брисбена Time Off. Даррен Хейз был одним из тех, кто пришёл на прослушивание, и он получил работу. Пробыв в группе недолгое время, Даррену надоело исполнять песни других людей, и он был готов бросить Red Edge, и поскольку Дэниел Джонс также хотел создавать собственную музыку, он покинул группу вместе с ним. Это ознаменовало начало Savage Garden.

### Savage Garden
В группе определились обязанности: Даррен поет, а Дэниел исполняет инструментальные партии. Хейз и Джонс сами исполняли и писали музыку и на свет появились такие хиты, как «Truly Madly Deeply» в 1998 году и «I Knew I Loved You» в 2000 году. Но постоянные гастроли, пресс-конфеценции и продвижения альбомов утомили Дэниела и тогда Даррен согласился взять на себя львиную долю от рекламной обязанностей группы, Дэниел взял на репетиции музыкантов и бэк-вокалистов, с которыми Savage Garden ездили на гастроли, а также создание аранжировок для тура. Дуэт в конечном итоге распался в 2001 году.

### После «Savage Garden»
В 2001 году Дэниел начал содействовать в продвижении молодой австралийской группы Aneiki. Группа состояла из Jennifer Waite и Grant Wallis. Они были первой группой, начавшей своё существование на лейбле Meridien Musik.
В 2002 году Дэниел продолжал демонстрировать свою заинтересованность в открытии молодых талантов и продюсировать новые проекты.
В мае 2006 года было объявлено, что Дэниелом был приобретен легендарный звукозаписывающий комплекс 301 Castlereagh Street, Сидней. Эта студия звукозаписи была приобретена у Тома Мизнера, владеющего глобальной организацией SAE и студией 301.
Сегодня Дэниел Джонс работает над своим лейблом и живёт в Сиднее.

## Личная жизнь
30 апреля 2000 года, когда Джонсу было 26, он познакомился со своей будущей женой Кэтлин де Леон, участницей успешной группы Hi-5. 9 октября 2005 года, Джонс женился на де Леон. Церемония бракосочетания состоялась в городе Голд-Кост в Квинсленде. У пары двое дочерей, Майкайла и Кира, семья проживает в Лас-Вегасе, штат Невада, США.
Дэниел страдает от гастроэзофагеальной рефлюксной болезни.